# Parafia św. Jana Chrzciciela w Lesznie (starokatolicka)
Parafia św. Jana Chrzciciela i Matki Bożej Różańcowej w Lesznie – mariawicka parafia diecezji warszawsko-płockiej, Kościoła Starokatolickiego Mariawitów w RP. 
Siedziba parafii oraz kościół parafialny św. Jana Chrzciciela znajduje się w Lesznie, w powiecie warszawskim zachodnim, w województwie mazowieckim. Obecnie funkcję proboszcza sprawuje kapł. Michał Maria Fabian Wylazłowski. Parafia liczy ok. 250 wiernych i posiada własny cmentarz grzebalny.

## Historia
W 1906 pozostający w konflikcie z miejscowym proboszczem, wikariusz parafii rzymskokatolickiej Narodzenia św. Jana Chrzciciela ks. Adam Furmanik postanowił wraz z kilkoma tysiącami wiernych przejść do Kościoła mariawickiego, zgodnie z wolą większości cała miejscowa świątynia miała przejść pod jurysdykcję nowego Kościoła. Miejscowy proboszcz ks. Podbielski opuścił w niesławie zabudowania parafialne, a na jego miejsce placówkę objął ks. Kaim. 22 kwietnia 1906 w pierwszą niedzielę po Wielkanocy proboszcz sąsiedniej parafii Nawiedzenia Najświętszej Maryi Panny w Zaborowie ks. Piotr Mystkowski zorganizował liczącą kilka tysięcy ludzi zbrojną wyprawę do Leszna z krzyżem, chorągwiami, jazdą konną i bronią palną. Doszło do bitwy, w której zostało ciężko rannych około 80 osób. Po starciach z oddziałem wojska, mariawici musieli opuścić dotychczasowy kościół i postanowili założyć kaplicę na Grądach, której pierwszym proboszczem został ks. Furmanik.
Mariawici lesznowscy wznieśli własny kościół, dwa domy parafialne z ochronką dla dwustu dzieci, przytułkiem, salami nauki tkactwa i szwalnictwa. Od 1908 działa przy parafii orkiestra dęta. W 1909 parafia z okolicznymi miejscowościami liczyła ponad tysiąc mariawitów, obok kapł. Furmanika pracował w niej także kapł. Roman Maria Cyryl Żmudzki. W 1920 w mariawickiej parafii w Lesznie odbył się zjazd esperantystów pod przewodnictwem Feliksa Zamenhofa – brata twórcy Esperanto.
Uroczystość jubileuszowa z okazji 100-lecia istnienia Parafii Kościoła Starokatolickiego Mariawitów w Lesznie, odbyła się w święto patrona parafii – św. Jana Chrzciciela – w sobotę 24 czerwca 2006. 22 czerwca 2013 odbyła się uroczysta konsekracja nowego ołtarza, której w obecności licznych duchownych i wiernych dokonał bp Piotr Maria Bernard Kubicki.

### Proboszczowie parafii na przestrzeni dekad
- 1906–1957 – kapł. Adam Maria Bazyli Furmanik
- 1957–1964 – kapł. Paweł Maria Wacław Urbas
- 1964–1967 – kapł. Przemysław Maria Sławomir Rosiak
- 1968–1980 – kapł. Witold Maria Tadeusz Szymański
- 1980–1992 – kapł. Antoni Maria Ryszard Kłonicki
- 1992–2000 – kapł. Jarosław Maria Jan Opala
- 2000–2003 – kapł. Zdzisław Maria Bogumił Grzelak
- 2003–2008 – kapł. Marek Maria Karol Babi
- 2008–2011 – kapł. Robert Maria Franciszek Kubik
- 2011–2016 – kapł. Grzegorz Maria Dominik Miller
- 2016–2017 – kapł. Stefan Maria Robert Żaglewski
- 2017–2020  – kapł. Paweł Maria Michał Wąsowski
- 2020-2024 – kapł. Hubert Maria Paschalis Oganiesian
- od 2024 - kapł. Michał Maria Fabian Wylazłowski

### Kapłani pochodzący z parafii
- bp Stanisław Maria Tymoteusz Kowalski (1931–1997) (wyświęcony w 1954) – biskup Kościoła Starokatolickiego Mariawitów pełniący w latach 1972–1997 funkcję Biskupa Naczelnego tego Kościoła. W latach 1954–1972 proboszcz parafii żeliszewskiej.
- kapł. Józef Maria Czesław Orzechowski (1902–1984) (wyświęcony w 1934) – w latach 1934–1984 proboszcz parafii Świętych Apostołów Piotra i Pawła w Goździe.

## Nabożeństwa
- Nabożeństwa niedzielne o godz. 9.00 (msza św.) i 18:00 (nieszpory);
- Adoracja tygodniowa – w każdy czwartek o godz. 18:00;
- Adoracja miesięczna – 10. dnia każdego miesiąca o godz. 15:00.